# Khet
Khet — настільна гра, абстрактна стратегія, подібна на шахи, в якій гравці, використовуючи взаєморозташування фігур, намагаються поцілити у ключову фігуру суперника слабким лазерним променем. Відома також під назвами Deflexion, Фараон і Лазерні шахи.
Гру винайшли у 2005 році професор університету Тулейн Майкл Ларсон і два студенти, Дел Сегура і Люк Хупер. Khet була представлена громадськості навесні 2005 року і надійшла у продаж в жовтні того ж року. Актуальною версією є Khet 2.0., впроваджена в 2011 році, що має переглянуті правила.

## Правила

### Основи
Кожен гравець має по 13 фігур (1 Сфінкс, 1 Фараон, 2 Анубіса (4 Обеліска в колишній версії), 2 Скарабея і 7 Пірамід), що мають одну чи дві дзеркальні грані та розставляються на дошці 10 на 8 клітинок. Фігури поділяються на червоні та срібні. Вони мають три варіанти початкової розстановки, але гравці можуть домовитися і про власну. У свій хід гравець може або перемістити одну зі своїх фігур на одну клітку в будь-який бік та по діагоналі, або повернути її на 90 градусів. На дві крайні лінії можуть ставати тільки фігури відповідного кольору, щоб противник не міг заблокувати промінь.
Фігура Сфінкса стоїть у спеціально відведеному місці та випромінює лазерний промінь, який інші фігури можуть відбивати дзеркальним гранями. В кінці кожного ходу гравцем вмикається лазерний діод у Сфінксі. Якщо промінь, відбиваючись, влучає у просту грань фігури, вона забирається з дошки. Якщо промінь влучає в Фараона, його власник програє. У Khet можлива нічия, коли фігури обох гравців опиняються в таких позиціях, що змушені нескінченно повторювати їх аби лишитися на полі.

### Фігури
- Сфінкс — завжди стоїть в кутку дошки. Не може рухатися, але може обертатися на 90 градусів. Випромінює лазерний промінь і в Khet 2.0 невразливий до лазера як іншого Сфінкса, так і власного. Лазер працює від батарейок, що постачаються в комплекті.
- Фараон — не має дзеркальних граней. Ураження його променем означає поразку для власника фігури.
- Анубіс — не має дзеркальних граней, але витримує промінь, якщо він влучає в передню грань. Замінює фігуру Обеліск в Khet 2.0.
- Обеліск — ця фігура відсутня в актуальній версії Khet 2.0. Не має дзеркальних граней і слугує для пожертвування задля захисту інших фігур.
- Скарабей/Джед — має дзеркальні грані з обох сторін, тому відбиває промінь при будь-якому розташуванні і не може бути забрана з дошки. Скарабей може помінятися місцями з Анубісом чи Пірамідою.
- Піраміда — має одну дзеркальну грань з трьох і слугує для відбивання променя під прямим кутом[1].
- Око Гора — додаткова фігура, що дозволяє розділяти один промінь на два й не може бути забрана з дошки. Являє собою напівпрозоре дзеркало, що частково пропускає промінь крізь себе, а частково відбиває під прямим кутом[2].

### Розстановки
- «Класична» — стандартна початкова розстановка. Скарабеї стоять в центрі дошки, оточені Пірамідами. Решта фігур стоять на крайніх лініях з чотирьох сторін.
- «Імхотеп» — відпочатку відкриває захисні можливості. В центрі стоять два Скарабея і дві Піраміди. Решта фігур стоять на крайніх лініях з чотирьох сторін.
- «Династія» — збалансовує наступальні та оборонні можливості. Більшість фігур стоять на центральних лініях, а на крайніх по дві Піраміди відповідного кольору[3].

## Історія
В 2004 році профессор університету Тулейн Майкл Ларсон і два студенти, Дел Сегура і Люк Хупер, розробили гру під назвою Deflexion. Вони ставили за мету створити гру з використанням новітніх технологій, яка змінила б уявлення людей про традиційні ігри. Творці гри бажали створити продукт, спрямований як на розваги, так і сприяння інтересу до науки. Для цього вони заснували фірму Innovention Toys, а Сегура виготовив у власному гаражі першу партію в 5000 наборів Deflexion.
Deflexion була показана у завершеному вигляді громадськості навесні 2005 року, а вперше продалася на виставці-ярмарку «New York Toy Fair». Продажі почалися в жовтні того ж року. Хоча гра не була спочатку досить популярною, вона привернула увагу виробників настільних ігор своєю оригінальністю; вони стали пропонувати для неї власні назви. Під назвою Khet гра вперше з'явилася на регіональних змаганнях в квітні 2006 року в Новому Орлеані. Саме того року було запроваджено звичайний в майбутньому дизайн: срібно-червоне оформленні та дошку, прикрашену ієрогліфами. У 2006 набір фігур було доповнено Оком Гора. Вона необов'язкова і використовується за домовленістю гравців.
Тільки в 2007 році Innovention Toys отримала патент, поданий в 2005. Згодом Innovention Toys подала позов до суду проти MGA Entertainment з приводу порушення пантенту, коли виявилось, що нею було створено дуже схожу гру Laser Battle. MGA ж стверджували недійсність цього патенту, вказуючи, що назва Laser Chess, використовувана як альтернатива Khet, була назвою відеогри 1987 року. Суд тривав до 2012, задовільнив позов Innovention Toys і постановив, що MGA мусить виплатити 4,2 млн доларів компенсацій Innovention та 2 млн доларів її адвокатам.
Станом на 2007 рік в США та Великій Британії було продано вже 100000 копій. З 2008 року поширюється варіант цієї гри під назвою Tower of Kadesh, у якому додається другий рівень дошки, промінь на який спрямовується системою дзеркал, схованих у колоні, що підтримує рівень. Гравці отримали змогу переносити фігури між рівнями, а також обертати колону.
У 2011 році правила гри було уточнено, прибрано фігуру Обеліск, та впроваджено деталізованіше оформлення. Лазери було вбудовано безпосередньо до Сфінксів замість самої дошки.

## Адаптації
- Khet 2.0 (2012) — відеогра для iOS[8].
- Khet 2.0 (2014) — відеогра для Windows, MacOS та Linux[9]. Має доповнення Eye of Horus Beam Splitter, що додає фігуру Око Гора, яка розділяє промінь на два, а також надає нові стартові розстановки фігур[10].